# Kerekes Vica
Kerekes Vica (Fülek, 1981. március 28. –) szlovákiai magyar színésznő.

## Élete
1981. március 28-án született a csehszlovákiai Füleken. Eredeti neve Kerekes Éva; Szlovákiában és Csehországban szerepelt Vica Kerekesová, Eva Kerekesová, Eva Vica Kerekésová és Eva Kerekešová néven is.
Hét évig élt együtt Vigh Csaba fotóművésszel, akivel később összeházasodott. 2014 decemberében egy cseh bulvárlapnak nyilatkozott először párjáról, Lukáš Musil tetoválóművészről (1984).

## Szerepei

### Játékfilmek
- Mázli (2008)
- Bakkermann (2008)
- Szuperbojz (2009)
- Isteni műszak (2013)
- Couch Surf (2014)
- Anyám és más futóbolondok a családból (2015)
- Apró mesék (2019)
- Ellenállás (2020)
- Hab (2020)
- Hétköznapi kudarcok (2022)

### Rövidfilmek
- Felnőttfilm

### Tévésorozatok
- Állomás (2008)
- Odsúdené (2009-)
- Egynyári kaland (2015)
- 1890 (2017)

## Színház
- Trisztán és Izolda (Merlin, Millenáris, r: Németh Ákos)
- Passió  (Zsámbéki Színházi Bázis, r: Sopsits Árpád)
- Hamlet (Diósgyőri Várszínház, r Beke Sándor)
- Sose halunk meg  (Szolnoki Szigligeti Színház)
- Az eltűnt idő nyomában (Szolnoki Szigligeti Színház, r Szikora János)
- Top Dogs (Szolnoki Szigligeti Színház, r Telihay Péter)
- Chicago (Szolnoki Szigligeti Színház, r Bagó Bertalan)
- Szentivánéji álom  (Szolnoki Szigligeti Színház, r Szikora János)
- Kakasülő (különböző szerzők  jelenetei) (Millenáris, r:  Cserje Zsuzsa)
- Platonov (Thália Színház) [5][6]

## Díjai
- Magyar Filmdíj (2017) – Legjobb női főszereplő (tévéfilm) [7]